# Kohima
Kohima este un oraș în India.